# Orpierre
Ne doit pas être confondu avec Orcières situé dans le même département.
Orpierre est une commune française située dans le département des Hautes-Alpes, en région Provence-Alpes-Côte d'Azur. La commune fait partie du parc naturel régional des Baronnies provençales créé en 2015.
Ses habitants sont appelés les Orpierrois.

## Géographie
Orpierre est située dans le sud-ouest du département des Hautes-Alpes dans la vallée du Céans, à vol d'oiseau à  10 km à l'ouest-nord-ouest de Laragne-Montéglin et à 25 km au nord-ouest de Sisteron. C'est une des communes du parc naturel régional des Baronnies provençales.

### Climat
Pour des articles plus généraux, voir Climat de Provence-Alpes-Côte d'Azur et Climat des Hautes-Alpes.
En 2010, le climat de la commune est de type climat méditerranéen altéré, selon une étude du Centre national de la recherche scientifique s'appuyant sur une série de données couvrant la période 1971-2000. En 2020, Météo-France publie une typologie des climats de la France métropolitaine dans laquelle la commune est exposée à un climat de montagne ou de marges de montagne et est dans la région climatique Alpes du sud, caractérisée par une pluviométrie annuelle de 850 à 1 000 mm, minimale en été.
Pour la période 1971-2000, la température annuelle moyenne est de 10,4 °C, avec une amplitude thermique annuelle de 16,7 °C. Le cumul annuel moyen de précipitations est de 995 mm, avec 7,8 jours de précipitations en janvier et 4,3 jours en juillet. Pour la période 1991-2020, la température moyenne annuelle observée sur la station météorologique de Météo-France la plus proche, « Laragne Montéglin », sur la commune de Laragne-Montéglin à 10 km à vol d'oiseau, est de 12,0 °C et le cumul annuel moyen de précipitations est de 813,8 mm. 
La température maximale relevée sur cette station est de 41,1 °C, atteinte le 28 juin 2019 ; la température minimale est de −17,4 °C, atteinte le 18 décembre 2010,,.
Les paramètres climatiques de la commune ont été estimés pour le milieu du siècle (2041-2070) selon différents scénarios d'émission de gaz à effet de serre à partir des nouvelles projections climatiques de référence DRIAS-2020. Ils sont consultables sur un site dédié publié par Météo-France en novembre 2022.

## Urbanisme

### Typologie
Au 1er janvier 2024, Orpierre est catégorisée commune rurale à habitat dispersé, selon la nouvelle grille communale de densité à 7 niveaux définie par l'Insee en 2022.
Elle est située hors unité urbaine. Par ailleurs la commune fait partie de l'aire d'attraction de Laragne-Montéglin, dont elle est une commune de la couronne,. Cette aire, qui regroupe 10 communes, est catégorisée dans les aires de moins de 50 000 habitants,.

### Occupation des sols
L'occupation des sols de la commune, telle qu'elle ressort de la base de données européenne d’occupation biophysique des sols Corine Land Cover (CLC), est marquée par l'importance des forêts et milieux semi-naturels (78,1 % en 2018), une proportion sensiblement équivalente à celle de 1990 (78,8 %). La répartition détaillée en 2018 est la suivante : 
forêts (50,3 %), milieux à végétation arbustive et/ou herbacée (23,3 %), zones agricoles hétérogènes (10,8 %), terres arables (7 %), espaces ouverts, sans ou avec peu de végétation (4,5 %), prairies (2,9 %), zones urbanisées (1,1 %).
L'évolution de l’occupation des sols de la commune et de ses infrastructures peut être observée sur les différentes représentations cartographiques du territoire : la carte de Cassini (XVIIIe siècle), la carte d'état-major (1820-1866) et les cartes ou photos aériennes de l'IGN pour la période actuelle (1950 à aujourd'hui).

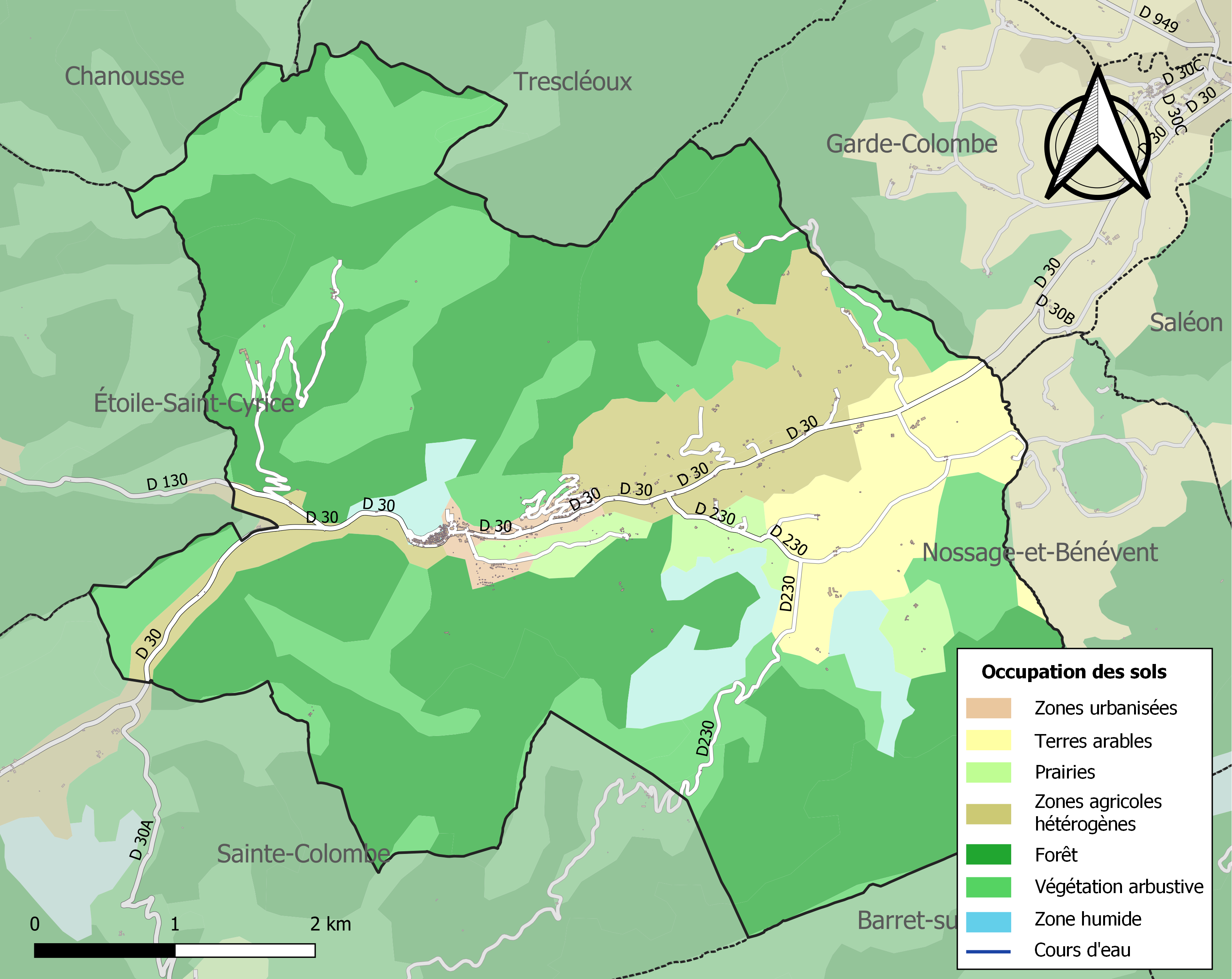
Carte de l'occupation des sols de la commune en 2018 (CLC).

## Toponymie
Le nom de la localité apparaît sous la forme provençale Orpeira en 1177 et sous la forme latine Auripetra en 1241 dans les archives des chevaliers de l'ordre des Hospitaliers Saint Jean de Jérusalem, Aureapetra en 1309, Orpiarre en 1516.
Peut-être de adjectif féminin provençal àrro « laide, affreuse »  et  pèiro « pierre, rocher », horrida petra en latin, « Le rocher effrayant » ; réinterprété au XIIIe siècle en auri petra « le rocher de l’or », beaucoup plus valorisant.
L’atténuation ou même l’abolition du sens premier d’un toponyme sont ainsi souvent l’effet recherché par ce processus de réinterprétation. Des noms qui paraissent malsonnants, déplaisants sont ainsi transformés pour devenir plus présentables : ainsi la localité qui dans le Val-d’Oise actuel qui s’appelait Aquaputa (« la mauvaise eau ») au XIIe siècle s’est appelée ensuite Aquabona, aujourd’hui Eaubonne.

## Histoire

Le blason de la ville :
Écartelé : au 1er et au 4e, d'azur à la croix d'argent cantonnée de vingt billettes d'or, posées 2, 1, 2 ; au 2e et au 3e, d'or à deux fasces de gueules.

La baronnie d'Orpierre relevait des Mévouillon, puis des Dauphins (achat en 1264 par Guigues VII et en 1298 par Humbert Ier), mais Humbert II (dauphin en 1333-1349) la céda à son cousin germain Jean II de Chalon-Arlay (dont la mère était Béatrice de La Tour, fille d'Humbert Ier et tante d'Humbert II), grand-père de Jean III, baron de Lons et d'Arlay, prince d'Orange. Le règne des Princes d'Orange (de différentes dynasties) dura jusqu'à Guillaume III de Nassau († 1702), puis François-Louis († 1709) et son fils Louis-Armand de Conti († 1727 ; père de Louis-François) ; puis réunion à la Couronne de France en avril 1731, et plus précisément au Dauphiné en 1734.
Le vieux centre d'Orpierre est un village médiéval du XIVe siècle, autrefois siège du prince d'Orange, plus couramment appelé « le vieux ». La légende veut qu'à cette époque il était possible de traverser la ville à cheval par les souterrains. Bien que les caves comportent de nombreuses portes murées donnant dans celles de maisons adjacentes, les portes semblent trop basses pour donner raison à la légende. D'autres vestiges ont été trouvés à Orpierre dont des traces romaines et un historien affirme y avoir vu une pierre dressée qu'il a distinguée comme menhir préhistorique.

## Politique et administration

### Liste des maires
| Période                                  | Période  | Identité            | Étiquette | Qualité                  |
| ---------------------------------------- | -------- | ------------------- | --------- | ------------------------ |
| Les données manquantes sont à compléter. |          |                     |           |                          |
| mars 2001                                | mai 2020 | Julie Ravel         |           | Agricultrice exploitante |
| mai 2020                                 | En cours | Gilles Cremillieux, |           | Ancien cadre             |

### Intercommunalité
Orpierre a fait partie, de 1994 à 2016, de la communauté de communes interdépartementale des Baronnies. Depuis le 1er janvier 2017, elle est membre de la communauté de communes du Sisteronais Buëch.

## Population et société

### Démographie
L'évolution du nombre d'habitants est connue à travers les recensements de la population effectués dans la commune depuis 1793. Pour les communes de moins de 10 000 habitants, une enquête de recensement portant sur toute la population est réalisée tous les cinq ans, les populations de référence des années intermédiaires étant quant à elles estimées par interpolation ou extrapolation. Pour la commune, le premier recensement exhaustif entrant dans le cadre du nouveau dispositif a été réalisé en 2006.

En 2022, la commune comptait 319 habitants, en évolution de −9,37 % par rapport à 2016 (Hautes-Alpes : +0,4 %, France hors Mayotte : +2,11 %).
| 1793 | 1800 | 1806 | 1821 | 1831 | 1836 | 1841 | 1846 | 1851 |
| ---- | ---- | ---- | ---- | ---- | ---- | ---- | ---- | ---- |
| 881  | 820  | 978  | 861  | 932  | 966  | 872  | 943  | 881  |

| 1856 | 1861 | 1866 | 1872 | 1876 | 1881 | 1886 | 1891 | 1896 |
| ---- | ---- | ---- | ---- | ---- | ---- | ---- | ---- | ---- |
| 842  | 818  | 805  | 791  | 770  | 752  | 729  | 667  | 675  |

| 1901 | 1906 | 1911 | 1921 | 1926 | 1931 | 1936 | 1946 | 1954 |
| ---- | ---- | ---- | ---- | ---- | ---- | ---- | ---- | ---- |
| 654  | 631  | 594  | 452  | 457  | 391  | 366  | 362  | 340  |

| 1962 | 1968 | 1975 | 1982 | 1990 | 1999 | 2006 | 2011 | 2016 |
| ---- | ---- | ---- | ---- | ---- | ---- | ---- | ---- | ---- |
| 285  | 258  | 257  | 275  | 335  | 256  | 318  | 330  | 352  |

| 2021 | 2022 | - | - | - | - | - | - | - |
| ---- | ---- | - | - | - | - | - | - | - |
| 331  | 319  | - | - | - | - | - | - | - |

### Manifestations culturelles et festivités

#### Foire aux fruits anciens de la Toussaint
Depuis 2003, une foire aux fruits anciens se tient à Orpierre le samedi avant la Toussaint. C'est une renaissance des foires d'automne qui se tenaient dans la région. On y redécouvre la biodiversité oubliée, les savoir-faire anciens et les techniques nouvelles de la production de fruits de la vallée qui était réputée autrefois. Cet événement connait une renommée grandissante qui dépasse à ce jour l'échelon régional.

## Culture locale et patrimoine

### Lieux et monuments
- Église Saint-Julien d'Orpierre.
- Temple d'Orpierre.

Orpierre est surtout connu comme site d'escalade. Les grimpeurs qui pratiquent ce sport sur les neuf falaises de calcaire qui surplombent le village effectuent environ 50 000 passages par an. La mairie est propriétaire de la plupart des falaises et l'un de ses employés est chargé de l'équipement des rochers. Les premières voies ont été ouvertes au cours des années 1980. En 2012, leur nombre avoisine les 450.

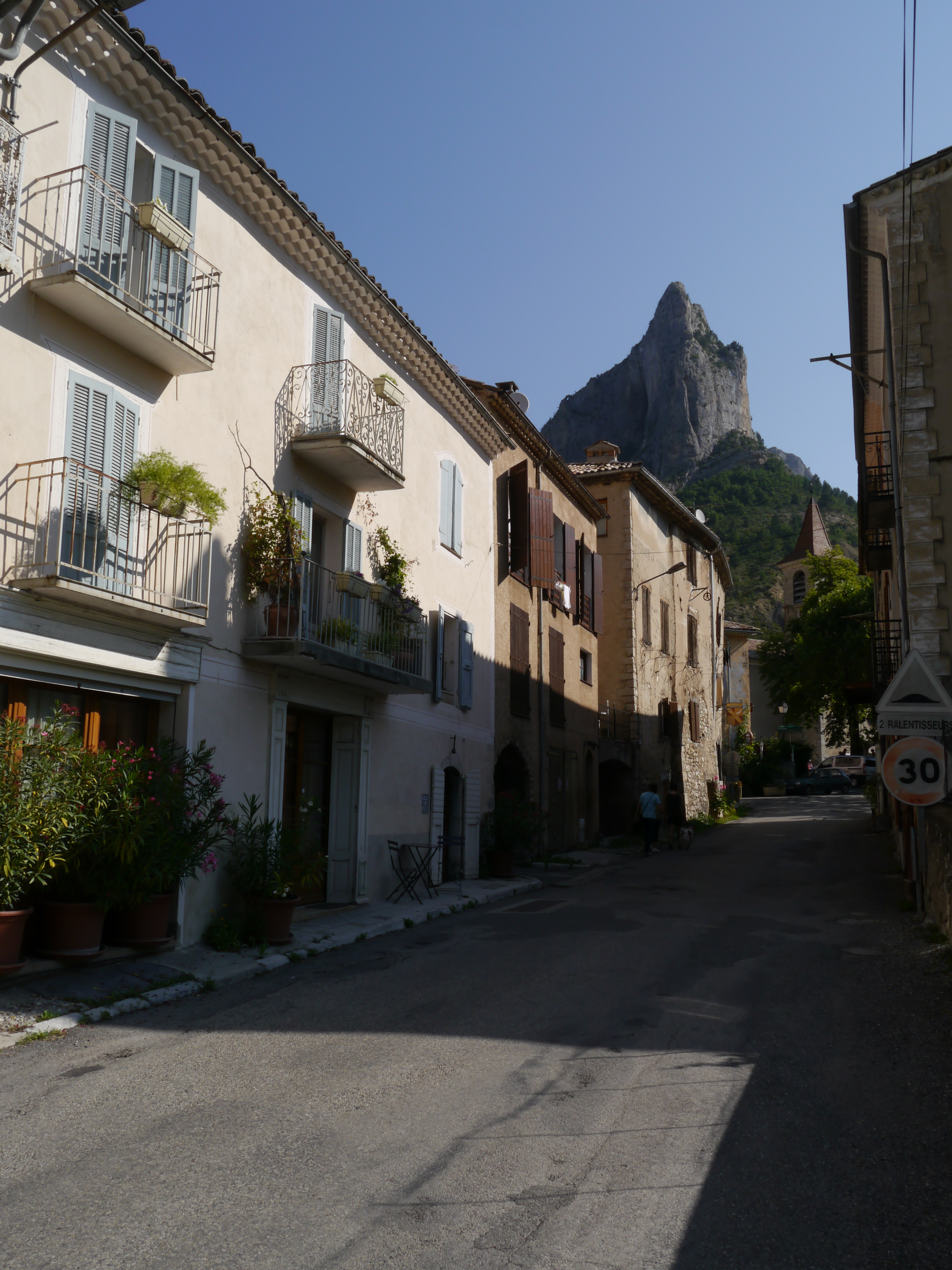
Rue d'Orpierre.
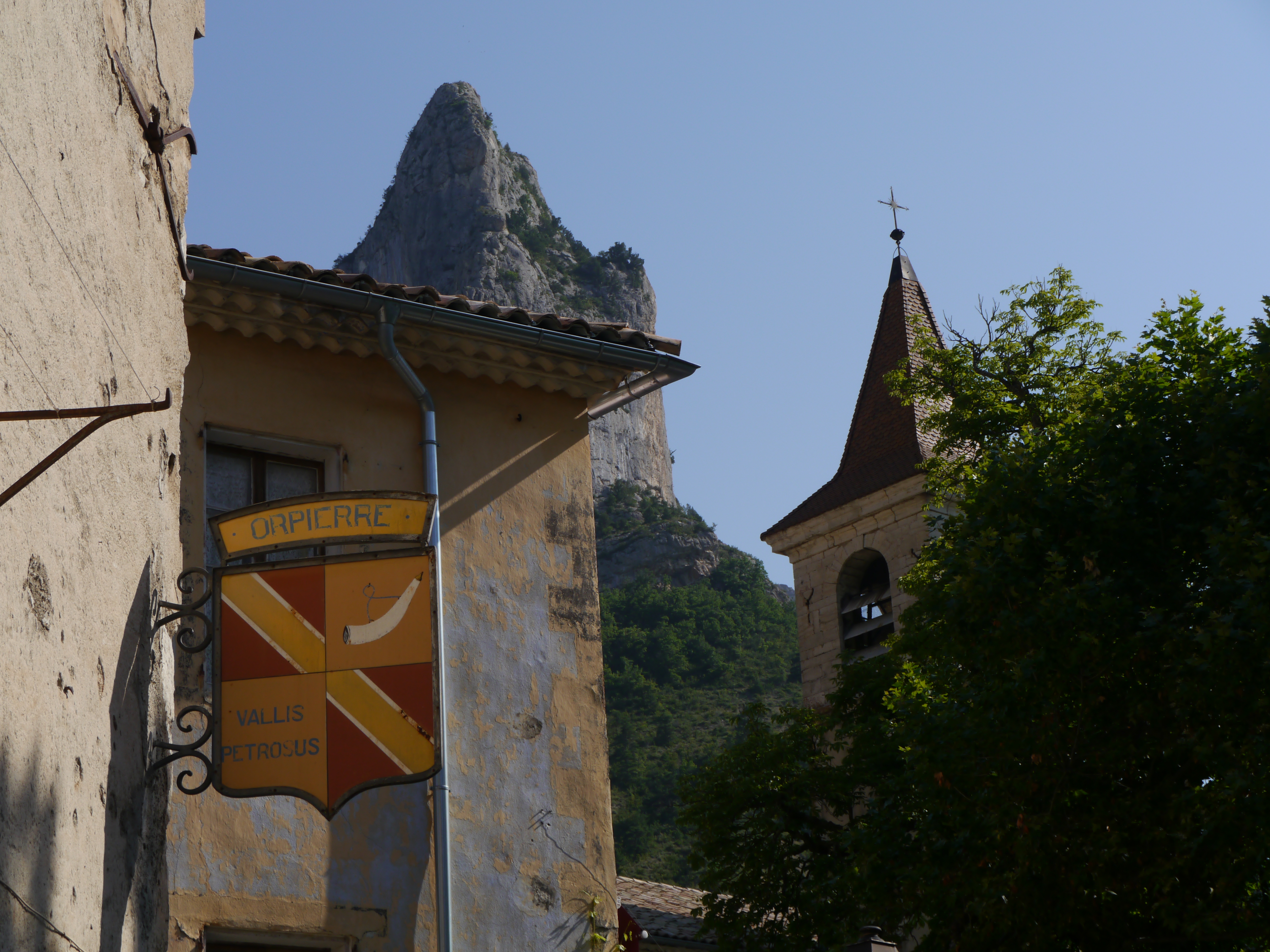
Orpierre, l'église.
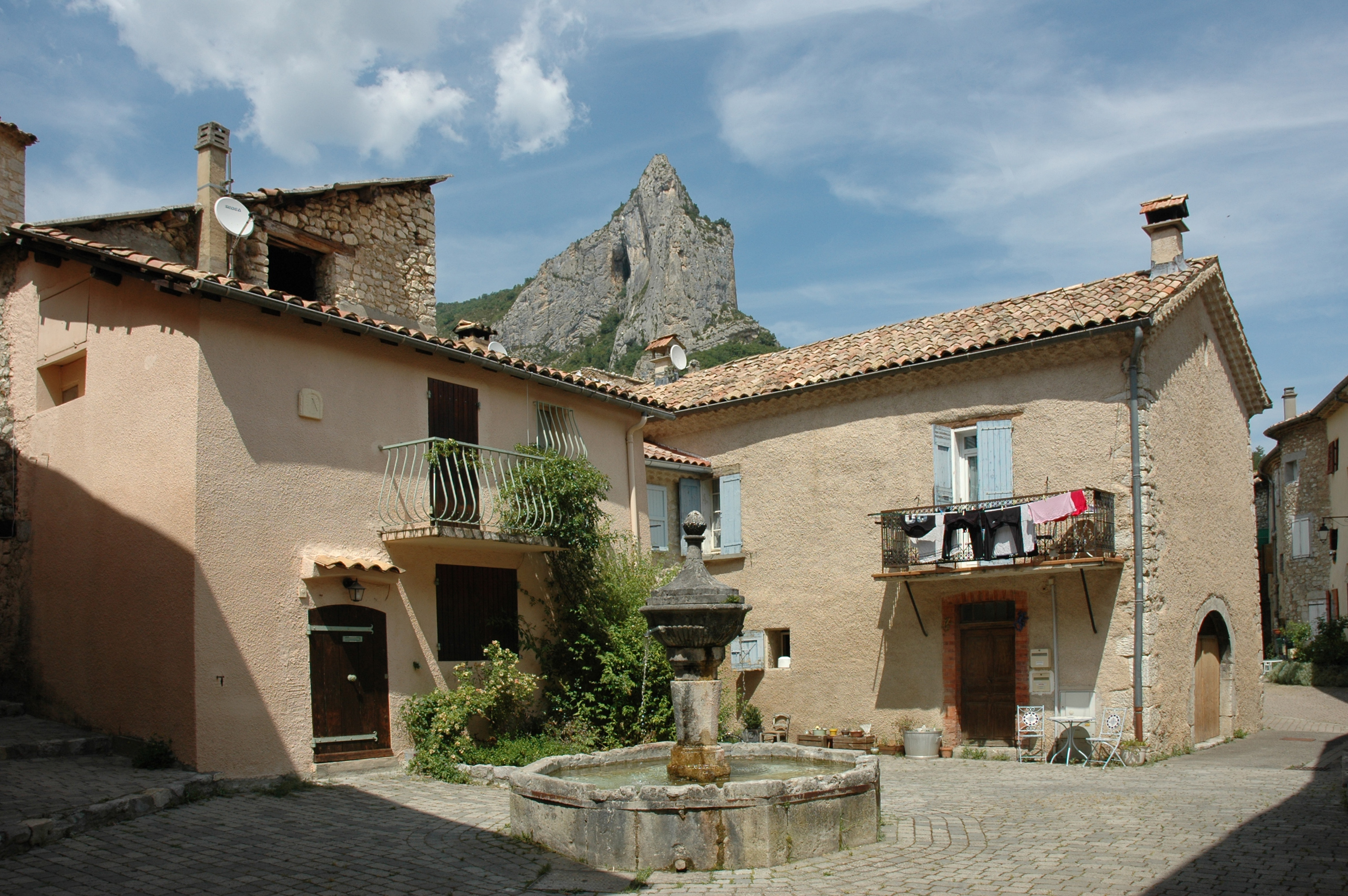

L'établissement Les Lavandes, maison d'enfant à caractère sanitaire spécialisée (MECSS), accueille quarante enfants souffrant de troubles des apprentissages sévères et spécifiques (dyslexie, dysorthographie, dysphasie, dyscalculie).

### Personnalités liées à la commune
- François-René Taxis du Poët[Note 4] (1744-?)[24], est un noble et un maire d'Orpierre qui a embrassé les idéaux de la Révolution française en prenant le nom de Publicola, le 11 novembre 1793[25], lors d'un baptême civique[26]. Mais François-René Taxis du Poët sera dénoncé comme un ancien fédéraliste et un « faux ami du peuple » par le comité de Gap et un habitant d'Orpierre[27].
- Albin d'Abel de Chevallet (1812-1858), philologue, linguiste et traducteur français y est né.
- Christian Dorche (1947-2025), pilote de rallye français y résidait et y est mort[28].

### Héraldique
| Blason de Orpierre | Blason  | Écartelé : au 1er et 4e de gueules à la bande d'or bordée d'argent, au 2e d'or au huchet au naturel, au 3e d'or à l'inscription VALLIS PETROSUS de sable sur deux rangs.                                                                  |
| Blason de Orpierre | Détails | La bande est celle de la famille de Chalon, seigneurs d'Orpierre, l'olifant, ou huchet, renvoie aux princes d'Orange et le Vallis Petrosvs est le nom latin de la commune signifiant « la vallée pierreuse ». Adopté par la municipalité. |
| Blason de Orpierre | Alias   | Écartelé : d'azur à la croix d'argent cantonnée de vingt billettes d'or et d'or à deux fasces de gueules. |